# Johan Fardelin
Carl Johan Fardelin, född 26 september 1869 på Stora Vede ägor i Follingbo socken, död 28 augusti 1961, var en svensk antikvarie och stadsingenjör.
Fardelin började sin bana som yrkesmilitär, efter värnplikten 1888 tog han värvning vid Gotlands artillerikår, där han småningom befordrades till sergeant. Han genomick kvällskurser i teckning vid Tekniska skolan i Visby 1895–1896 och anställdes 1898 vid Visby stads byggnadskontor, från 1901 utsågs han till "byggnadspolis", motsvarande dagens byggnadsinspektör. Genom kontakter med Oscar Wennersten och Nils Lithberg kom Fardelin även att intressera sig för byggnadsantikvariska uppdrag. Genom Wennersten fick han även flera uppdrag att genomföra uppmätningar av arkeologiska utgrävningar. År 1911 ansvarade han ensamt för en utgrävning i Nunnegränd. Han utsågs 1914 till chef för renhållningsverket i Visby och var från 1904 chef för den frivilliga brandkåren. Efter sin pension 1936 fortsatte Fardelin sitt antikvariska arbete, ännu 1957 genomförde han uppmätningar av gravstenar vid Solberga klosterkyrka. Johan Fardelin är begravd på Norra kyrkogården i Visby.